# Rotfiltsvamp
Rotfiltsvamp (Helicobasidium brebissonii) är en svampart som först beskrevs av Jean Baptiste Desmazières, och fick sitt nu gällande namn av Donk 1958. Enligt Catalogue of Life ingår Rotfiltsvamp i släktet Helicobasidium,  och familjen Helicobasidiaceae, men enligt Dyntaxa är tillhörigheten istället släktet Helicobasidium,  och familjen Platygloeaceae. Arten är reproducerande i Sverige. Inga underarter finns listade i Catalogue of Life.

## Källor

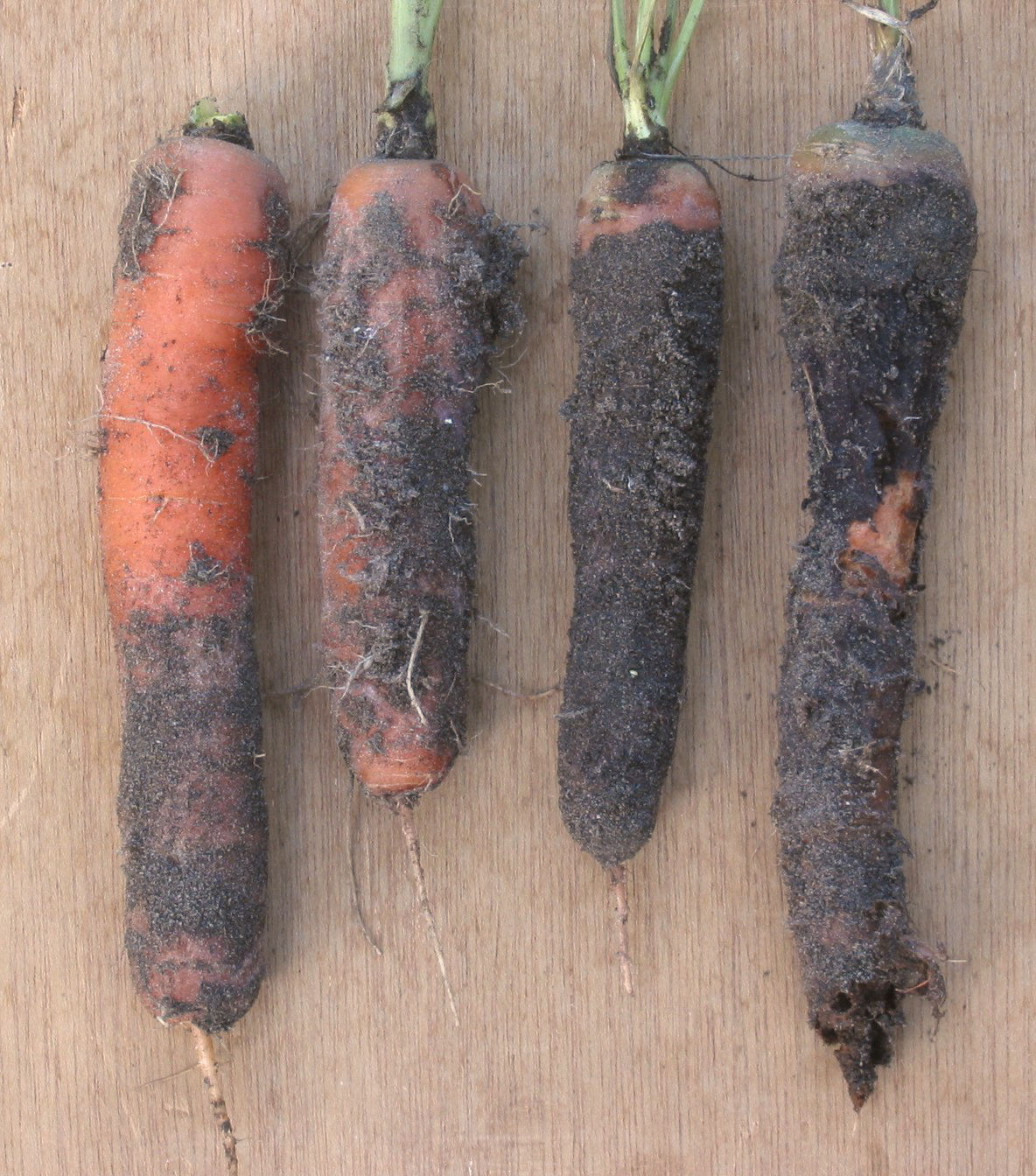